# 21713 Майклолсон
21713 Майклолсон (21713 Michaelolson) — астероїд головного поясу, відкритий 7 вересня 1999 року.
Тіссеранів параметр щодо Юпітера — 3,581.